# Wilhelm König (Autor)
Wilhelm-Rudolf König (* 16. Februar 1834 in Bern; † 29. März 1891 in Brugg) war ein Schweizer Beamter, Literat und Journalist in Berndeutsch; sein Pseudonym war Dr. Bäri.

## Leben

### Familie
Wilhelm König entstammte dem Bernburgergeschlecht König und war das älteste Kind des gleichnamigen Fürsprechers Wilhelm König und dessen Ehefrau Caecilia Rosina (geb. von Sinner); er hatte sieben Geschwister.
Er wurde durch seinen Bruder Gustav König, Pfarrer in Grindelwald, mit Maria Margaritha, der Tochter von Peter Meier aus Freienstein-Teufen 1868 kirchlich getraut. Er lebte mit seiner Ehefrau im sogenannten Salzbüchsli, einem Vorstadthaus im Quartier Mattenhof in der Monbijoustrasse 6–8.
Aus finanziellen Nöten, wie er seinen Freunden in einem Abschiedsbrief mitteilte, nahm er sich am 29. März 1891 in einem Hotel in Brugg durch einen Revolverschuss das Leben.

### Werdegang
Nachdem er sein Studium abgebrochen hatte, wurde König erst in Holland Soldat und war dann Soldat in der Armee im Königreich beider Sizilien in Neapel. Weil er lediglich als Fourier eingesetzt und nicht als Offizier beschäftigt wurde, kehrte er kurz darauf in die Schweiz zurück; anschliessend war er Autor und Journalist und erhielt 1881 eine Kanzlistenstelle im Eidgenössischen Justizdepartement.

### Schriftstellerisches und gesellschaftliches Wirken
In kleinen Abhandlungen über Bern trat Wilhelm König unter dem Pseudonym Dr. Bäri, nach seiner Satirezeitschrift Dr. Bäri, die er kurze Zeit herausgab, an die Öffentlichkeit.
Er polarisierte mit seinen Stellungnahmen zur stadtbernischen Politik, vor allem als er sich in der Zeit von 1883 bis 1884 im sogenannten Burgersturm kritisch zur Weiterexistenz der selbstständigen Burgergemeinde äusserte. Zu dieser Zeit sprachen sich radikale freisinnige Kräfte gegen die Verwendung der Burgergüter und die Verteilung des damals noch ausgerichteten Burgernutzens aus. Er kämpfte aber sowohl gegen die konservative Burgergemeinde als auch gegen die sozialistische Bewegung.
Sein 1896 in sieben Nummern veröffentlichtes Mess- und Märitblatt der Stadt Bern war der Vorläufer der späteren satirischen Zibelemärit-Blätter.
Er war mit den Malern Karl Gehri (1850–1922) und Henri Fischer-Hinnen (1844–1898) befreundet.
Wilhelm König war einer der ersten Vertreter der berndeutschen Literatur.

## Trivia
Kurz vor seinem Tod organisierte der Arbeitersekretär Nikolaus Wassilieff (1857–1920) in Bern eine Kellnerinnenversammlung, an der Wilhelm König teilnehmen wollte; weil ihm als Mann der Zutritt versagt wurde, nahm er seinen Schnurrbart ab, verkleidete sich als Wirtsfrau und hielt mit hoher Fistelstimme eine Ansprache, die er damit beendete, dass er sich als Dr. Bäri zu erkennen gab. Der Forderung des Arbeitersekretärs, dass er nun unverzüglich den Saal verlassen solle, konnte nicht Folge geleistet werden, weil die anwesenden Kellnerinnen auf seine weitere Anwesenheit bestanden, worauf die Veranstaltung für beendet erklärt wurde.

## Schriften (Auswahl)
- Shakespeare als Dichter, Weltweiser und Christ durch Erläuterung von vier seiner Dramen und eine Vergleichung mit Dante. Luckhardt, Leipzig 1873.
- Zur französischen Literaturgeschichte. Niemeyer, Halle 1877.
- Zur festlichen Einweihung der Kirchenfeldbrücke entbietet eine kurze Beschreibung des alten Bern’s. Rieder & Simmen, Bern 1883.
- Öppis us myr Jugedzyt. 1883.
- No Öppis us myr Jugedzyt. 1884.
- Öppis anders. 1885.
- Öppis ufe Sylvester. Mit Deckenbildern von Henri Fischer-Hinnen in Genf und Textillustrationen von Karl Gehri in Bern. Fiala, Bern 1886.
- Loset Öppis! 1886.
- Das Laufenbad bei Bolligen. Paul Haller, Bern 1887.
- François de Capitani (Hrsg.): O dä Säubueb! Jugenderinnerunge a Bärn um 1840. Emmentaler, Langnau 1986.[14]